# Hubert Glansdorff

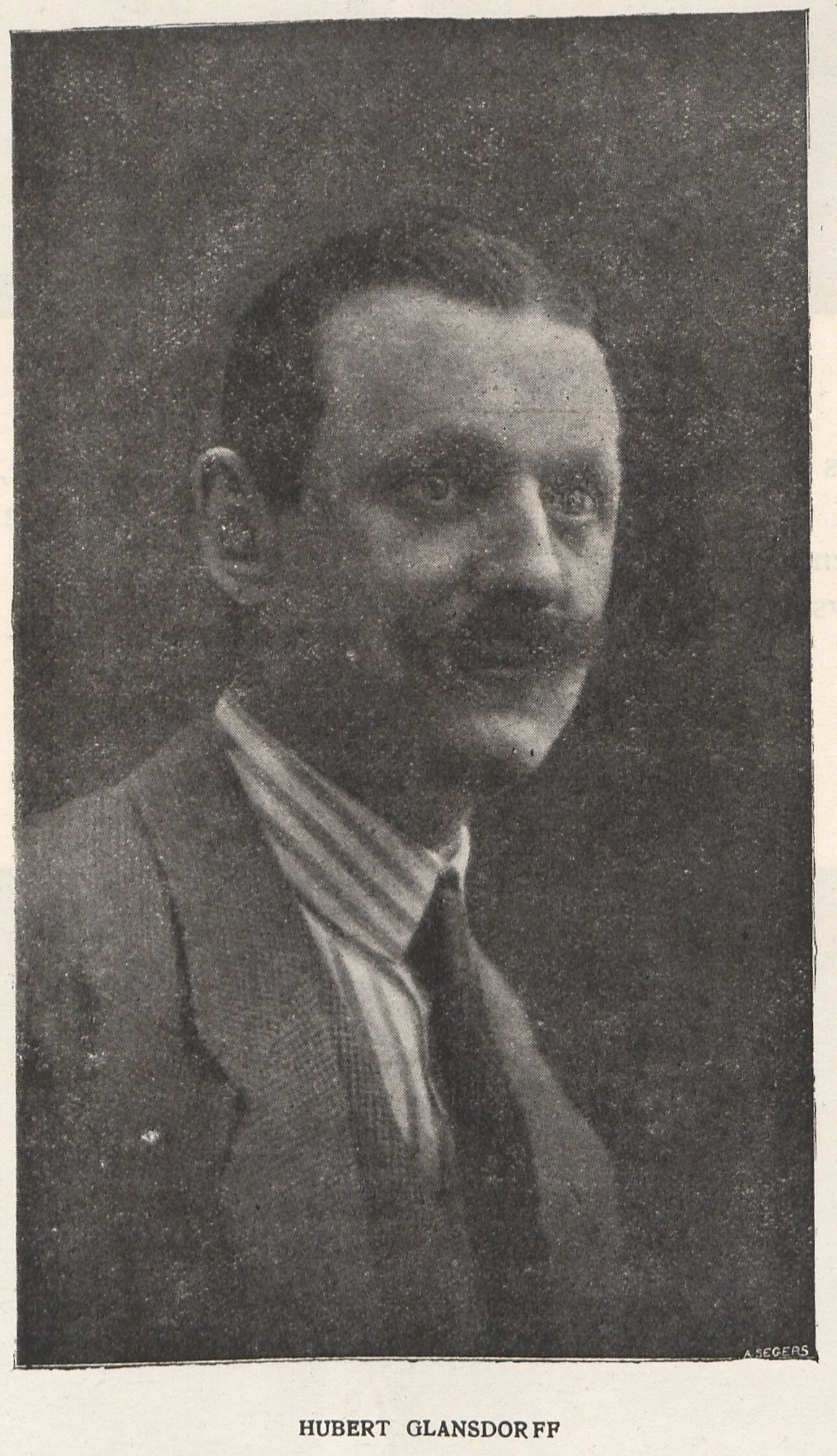
Hubert Glansdorff

Hubert-Pierre Glansdorff (Elsene, 16 oktober 1877 - Knokke, 9 april 1963) was een Belgisch figuratief kunstschilder.

## Levensloop
Glansdorff werd geboren als zoon van Nicolas-François Glansdorff en Guillaumine Bernard. Hij huwde met Claire-Elvire Petitqueux. Vanaf 1904 woonde Glansdorff aan de Lensstraat 28 in Brussel (1904), vanaf 1963 aan de Leopoldlaan 155 te Knokke.
Glansdorff was een leerling van de Academie voor Schone Kunsten in Brussel (onder andere bij Joseph Stallaert). Hij was bevriend met de kunstenaars Joris De Bruyne, Alphonse Blomme en Albert Alleman.
In 1901, 1904 en 1907 nam hij deel aan de voorbereidende wedstrijden voor de Romeprijs maar kon geen prijsnominatie verwerven. Hij was lid van de Cercle Artistique et Littéraire de Bruxelles. Hij woonde Lensstraat 28 in Brussel.
Hubert Glansdorff overleed op 85-jarige leeftijd.

## Werk
Glansdorff schilderde vlotte figuratieve themas' zoals stillevens met bloemen en vruchten, vrouwen- en meisjesfiguren, pittoreske typen en portretten. Hij was aanvankelijk een groot bewonderaar van de Vlaamse Primitieven maar evolueerde, via een persoonlijke techniek, naar het luminisme. Hij gebruikte een warm en kleurrijk palet.
In juni 2008 werd een olieverfschilderij op doek: ”Anjers, blauwe vaas” geveild op €950 bij Hôtel de Ventes Horta, Brussel. Een olieverfschilderij op doek ”Grote bloemenvaas werd in mei 2002 geveild op €4.400 in het veilinghuis Vanderkinderen, Brussel”.

## Tentoonstellingen
- Brussel, 1° Salon van de "Indépendants", 1904 : “Armeense vioolspeler”
- 1920, Cercle Artistique et Littéraire, Brussel (Waux-Hall) : groepstentoonstelling met Henri Roidot en Lecroart
- 1920. Salle Studio, Brussel : Salon d’automne met onder andere : Pierre Abattucci, Firmin Baes, Binard, Buisseret, Gustave-Max Stevens
- 1936 : La Petite Galerie, Brussel : individueel
- Galeries de l’Art belge, Brussel : meermaals individueel tijdens de Tweede Wereldoorlog

## Musea
- Kortrijk, Stedelijk Museum : “Rozen”